# Kond
Kond, riportato anche nelle forme Könd, Kund, Kend, Kende o Kurszán (fl. IX secolo), fu, secondo l'anonimo cronista autore delle Gesta Hungarorum, uno dei sette capitribù magiari che condusse il suo popolo nel bacino dei Carpazi nell'895.
Probabile padre di Kurszán, il suo secondogenito, Kaplon, fu il capostipite della nobile famiglia dei Kaplon.